# Run for Cover (Gary Moore)
Run for Cover è il settimo album di Gary Moore, pubblicato nel 1985 per l'etichetta discografica EMI.

## Descrizione
L'album vede la partecipazione di alcuni amici di Moore, quali Glenn Hughes, Phil Lynott dei Thin Lizzy, Don Airey, Paul Thompson. Lynott e Moore duettano su "Out in the Fields", canzone che parla della sommossa religiosa nella loro nativa Irlanda. Il brano sarà non solo la più grossa hit dell'album ma anche dell'intera carriera di Moore: raggiunse la 5ª posizione nella classifica inglese. Sarà anche l'ultimo lavoro registrato da Phil Lynott prima della sua tragica morte il 4 gennaio 1986. 
Altra hit dell'album è il remake di "Empty Rooms", posizioni numero 20 nelle classifiche inglesi.

## Tracce
1. "Run for Cover" – 4:13
2. "Reach for the Sky" – 4:46
3. "Military Man" (Phil Lynott) – 5:40
4. "Empty Rooms" (Gary Moore, Neil Carter) – 4:17
5. "Out of My System" – 4:01
6. "Out in the Fields" – 4:17
7. "Nothing to Lose" – 4:41
8. "Once in a Lifetime" – 4:18
9. "All Messed Up" (Gary Moore, Neil Carter)  – 4:52
10. "Listen to Your Heartbeat" – 4:31

- Tutte le canzoni sono state scritte da Gary Moore eccetto dove espressamente indicato.

## Formazione
- Gary Moore - chitarra, voce
- Gary Ferguson - batteria (Run for Cover, Once in a Lifetime, All Messed Up)
- Glenn Hughes - basso (Run for Cover, Reach for the Sky, Out of My System, Nothing to Lose, All Messed Up), voce (Reach for the Sky,Out of My System, Nothing to Lose and All Messed Up)
- Andy Richards - tastiere (Tutti i brani tranne Nothing to lose e All messed up)
- Neil Carter - cori (Run for Cover, Empty Rooms, All Messed Up, Nothing To Lose,  Once in a Lifetime, Listen to Your Heartbeat), tastiere (Out of My System, Nothing to Lose, Once in a Lifetime, Listen to Your Heartbeat)
- Charlie Morgan batteria (Reach for the Sky, Military Man, Out in the Fields)
- Phil Lynott basso, voce (Military Man, Out in the Fields)
- Don Airey tastiere (Military Man, Out in the Fields)
- James Barton batteria (Empty Rooms)
- Paul Thompson batteria (Out of My System, Nothing to Lose)
- Bob Daisley basso (Once in a Lifetime)

## Produzione
- Andy Johns (Run for Cover, Reach for the Sky, All Messed Up)
- Gary Moore (Military Man)
- Peter Collins (Empty Rooms, Out in the Fields)
- Beau Hill (Out of My System, Nothing to Lose)
- Mike Stone (Once in a Lifetime, Listen to Your Heartbeat)

## Classifiche

### Album
| Anno | Classifica | Posizione |
| ---- | ---------- | --------- |
| 1985 | UK         | 12        |

### Singoli
| Anno | Singolo           | Classifica | Posizione |
| ---- | ----------------- | ---------- | --------- |
| 1985 | Out in the Fields | UK         | 5         |
| 1985 | Empty Rooms       | UK         | 20        |